# Pasias
Pasias là một chi nhện trong họ Thomisidae.